# Кивиыли (станция)
Ки́виыли (эст. Kiviõli raudteejaam) — железнодорожная станция в городе Кивиыли на линии Таллин — Нарва. Находится на расстоянии 138 км от Балтийского вокзала в Таллине и в 71,5 км от станции Нарва.
На станции Кивиыли расположены низкий перрон и пять путей. На станции останавливаются пассажирские поезда, следующие из Таллина в Нарву. Из Таллина в Кивиыли поезд идёт 1 час и 43 минуты.
| На Таллин |         | На Нарву |
| Сонда     | Кивиыли |          |
| Сонда     | Кивиыли | Пюсси    |